# Handlungs- und Lageorientierung
Mit Handlungs- und Lageorientierung werden Persönlichkeitseigenschaften in der modernen Volitionspsychologie bezeichnet: Ein eher handlungsorientierter Mensch ist in der Lage, sich etwa nach einem Missgeschick nicht in Gedanken festzuhalten, sondern beispielsweise eigene Fehler zu identifizieren und neue Versuche zu wagen. Ein eher lageorientierter Mensch hingegen ist so auf die Lage fixiert, dass er sich nicht dazu im Stande sieht, sich von seinen Gedanken und Gefühlen zu lösen, um anstehende Aufgaben anzugehen. Er wird beispielsweise viel eher als ein handlungsorientierter Mensch versuchen, eine Schuldfrage zu klären und sich selbst oder anderen Menschen Vorwürfe machen.

## Hintergrund
Der Psychologieprofessor Julius Kuhl hält fest, dass sowohl Handlungs- als auch Lageorientierung ihre Daseinsberechtigung haben. Als Beispiel nennt er eine Flugzeugbesatzung, die aus einem lageorientierten Copiloten und einem handlungsorientierten Piloten besteht. Der Copilot hat mehr Kapazitäten frei, auf eventuelle Gefahren zu achten, während der Pilot sich nicht von jedem potentiellen Risiko aus der Ruhe bringen lässt.
Problematisch wird es hingegen, wenn es ein Mensch nicht schafft, aus seiner Lageorientierung zur Handlungsorientierung zu wechseln, wenn es an der Zeit ist, zu handeln. Zudem verlieren lageorientierte Menschen unter Stress oft den Überblick und neigen dazu, fremde Wünsche und Ziele mit den eigenen zu verwechseln.
Die Entstehung einer übermäßigen Lageorientierung wird auf die frühe Kindheit zurückgeführt: In den ersten Lebenswochen muss die Mutter mit ihrem Kind in einem so engen Kontakt stehen, dass sie auf „Selbstäußerungen“ des Kindes zeitlich und inhaltlich angemessen reagieren kann. Tut sie dies nicht, so zeigt sich, dass das Kind bereits im Kindergarten Schwierigkeiten mit der Regulierung seiner Emotionen hat.

## Anwendung in der Sportpsychologie
In der Sportpsychologie werden die Begriffe Handlungs- und Lageorientierung verwendet, um die Persönlichkeit von Sportlern zu beschreiben. Es gibt Sportarten, die lageorientierten Sportlern entgegenkommen (Beckmann & Kazén, 1994), sogenannte Flowsportarten wie Radfahren, Schwimmen, Laufen und einige Leichtathletikdisziplinen. Handlungsorientierte Sportler finden sich in den schnellen Mannschaftssportarten wie Handball, Basketball, Eishockey und Fußball wieder, aber auch im Karate oder im Boxen.

### Erholung und Belastung
Beckmann & Kellmann (2004) zeigten, dass sich handlungsorientierte Ruderer über ihre Selbstregulationsfähigkeiten besser erholen können und daher über eine bessere Superkompensation verfügen. Heckhausen & Strang (1988) konnten darlegen, dass lageorientierte Basketballer unter Erfolgsdruck einen überschießenden Energieverbrauch aufweisen (gemessen über Laktatwerte) während handlungsorientierte Basketballer unter derselben Bedingung keine Veränderung aufweisen. Problematisch hierbei: der erhöhte Energieeinsatz zahlt sich nicht aus – die geworfenen Körbe waren bei den lageorientierten unter Erfolgsdruck nicht höher als ohne Erfolgsdruck während die handlungsorientierten Spieler signifikant bessere Ergebnisse erzielten. Raadts (2009) legte anhand von Jugendfußballern dar, dass Handlungs- und Lageorientierung zwar ein guter Prädiktor für Erholung und Belastung ist, zeigte aber gleichzeitig, dass andere Persönlichkeitsvariablen besser zur Vorhersage von Erholung und Belastung geeignet sind (was möglicherweise sportartspezifisch bedingt ist). So konnte auch gezeigt werden, dass eine erhöhte emotional instabile Persönlichkeitsausprägung besonders den handlungsorientierten Spielern Probleme bereitet, die sich bis in das Passverhalten zurückverfolgen lassen.

### Sportlicher Erfolg
Beckmann und Kazen (1994) konnten in mehreren Untersuchungen sportlichen Erfolg von Handlungs- und Lageorientierten differenzieren. Während Lageorientierte in Sportarten erfolgreicher waren, in denen es darauf ankommt zu planen und Ressourcen einzuteilen (z. B. Ausdauersportarten), waren Handlungsorientierte häufiger erfolgreich in Sportarten, bei denen ein kurzfristiger, maximaler Krafteinsatz erforderlich ist (z. B. Sprint, Hammerwerfen .... Roth (1993) wies nach, dass handlungsorientierte Fußballer besser unter erhöhtem Schnelligkeitsdruck arbeiten, während lageorientierte Fußballer besser unter erhöhtem Präzisionsdruck entscheiden. Beckmann und Trux (1991) fanden, dass in höheren Spielklassen im Basketball und Volleyball Angreiferpositionen (z. B. Center im Basketball) mehrheitlich von Handlungsorientierten besetzt waren, während sich auf Spielmacherpositionen mehrheitlich Lageorientierten fanden. Dies wurde mit höherer Variabilität von Lageorientierten erklärt. Froese (2007) zeigte, dass lageorientierte Jugendfußballer nach negativer Rückmeldung zur Pause plötzlich hochsignifikant weniger Scorerpunkte erzielen, während handlungsorientierte Spieler unter derselben Bedingung besser werden. Raadts (2009) konnte diesen Befund über ein PC-Experiment noch weiter differenzieren: Spieler mit einer erhöhten Willensbahnung bei kognitiven Aufgaben nach Einblendung negativer Wörter des Machtmotivs verlieren ihren Zugang zur Handlungsschnelligkeit und verlieren darüber an Scorerpunkten, während Spieler, die bei diesen Aufgaben diese Willensbahnung bremsen können, vermehrt Kontrolle auszuüben verstehen und zwar ebenfalls über Parameter der Handlungsschnelligkeit und mit dem Ergebnis einer Stabilisierung bei der Erzielung von Scorerpunkten.